# Starbuck (Minnesota)
Starbuck – miasto w Stanach Zjednoczonych, w stanie Minnesota, w hrabstwie Pope.